# Lophocebus opdenboschi
Lophocebus opdenboschi là một loài động vật có vú trong họ Cercopithecidae, bộ Linh trưởng. Loài này được Scouteden mô tả năm 1944.